# A Joan Güell i Ferrer
A Joan Güell i Ferrer es un monumento escultórico situado en la Gran Vía de las Cortes Catalanas con Rambla de Cataluña, en el distrito del Ensanche de Barcelona. Creado en 1888, fue obra del arquitecto Joan Martorell y los escultores Rossend Nobas, Torquat Tasso, Eduard B. Alentorn, Maximí Sala y Francisco Pagés Serratosa. Destruido en 1936, fue reconstruido por Frederic Marès en 1941.

## Historia y descripción

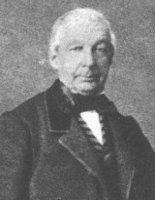
Juan Güell y Ferrer.

Juan Güell y Ferrer (1800-1872) fue un empresario catalán, fundador de la empresa textil Vapor Vell en el distrito de Sants. Fue un abanderado del proteccionismo, y fundador de varias asociaciones patronales, como la Junta de Fábricas, el Instituto Industrial de Cataluña y el Fomento de la Producción Nacional. También desempeñó diversos cargos públicos, como concejal, diputado y senador. Su hijo, Eusebio Güell y Bacigalupi, igualmente empresario, fue el mecenas de Antoni Gaudí.
En 1878, seis años después del fallecimiento del empresario, surgió la idea de erigir un monumento en su honor en la ciudad condal. La iniciativa partió de Josep Pi i Solanas, un discípulo de Güell, quien buscó el apoyo de Fomento de la Producción Nacional. Se inició una suscripción popular para sufragar el coste del monumento, en la que participaron más de 20 000 personas y unas 50 entidades. Sin embargo, el proyecto se fue retrasando, y no se inauguró hasta el 31 de mayo de 1888, en el contexto de la Exposición Universal. Al acto de inauguración asistieron el alcalde de Barcelona, Francisco de Paula Rius y Taulet, y el presidente del Consejo de Ministros, Práxedes Mateo Sagasta.
El emplazamiento elegido fue el cruce entre la Gran Vía de las Cortes Catalanas y la Rambla de Cataluña, con la figura de Güell mirando hacia el mar. El proyecto fue encargado al arquitecto Joan Martorell, quien diseñó un ampuloso pedestal compuesto por un basamento octogonal sobre el que se elevaba un podio cuadrado con columnas estriadas adosadas a sus cuatro ángulos, en cuya parte inferior se encontraban cuatro figuras alegóricas esculpidas en altorrelieve: la Agricultura, obra de Maximí Sala; el Arte, de Francisco Pagés Serratosa; la Marina, de Eduard Alentorn; y la Industria, de Torquat Tasso. Coronaba el monumento la figura del homenajeado, obra de Rossend Nobas.
En 1936, en el transcurso de la Guerra Civil, la estatua de Güell fue derribada, y el pedestal fue dedicado a las víctimas del 19 de julio de 1936, aunque poco después fue también destruido. Entre 1941 y 1945 el monumento fue reconstruido por el arquitecto Joaquim Vilaseca y el escultor Frederic Marès, quien realizó la estatua del empresario basándose en fotos del original, obteniendo un resultado bastante parecido. Sin embargo, el pedestal fue totalmente remodelado, con una base de forma prismática de 5 metros de altura, con un medallón en su parte frontal con el escudo de Barcelona sostenido por angelotes, y en los otros tres costados relieves alegóricos del Comercio, la Industria y la Navegación, en un estilo cercano al art déco. Por otro lado, el monumento fue cambiado de sitio y situado unos metros más adentro de la Gran Vía, en dirección al paseo de Gracia; en su lugar se situó la fuente Niños cabalgando sobre peces, una obra de Frederic Marès de 1928 situada anteriormente en la plaza de Cataluña. La figura de Juan Güell quedó entonces mirando hacia la plaza de España, en vez de hacia el mar como hasta entonces.

Relieves
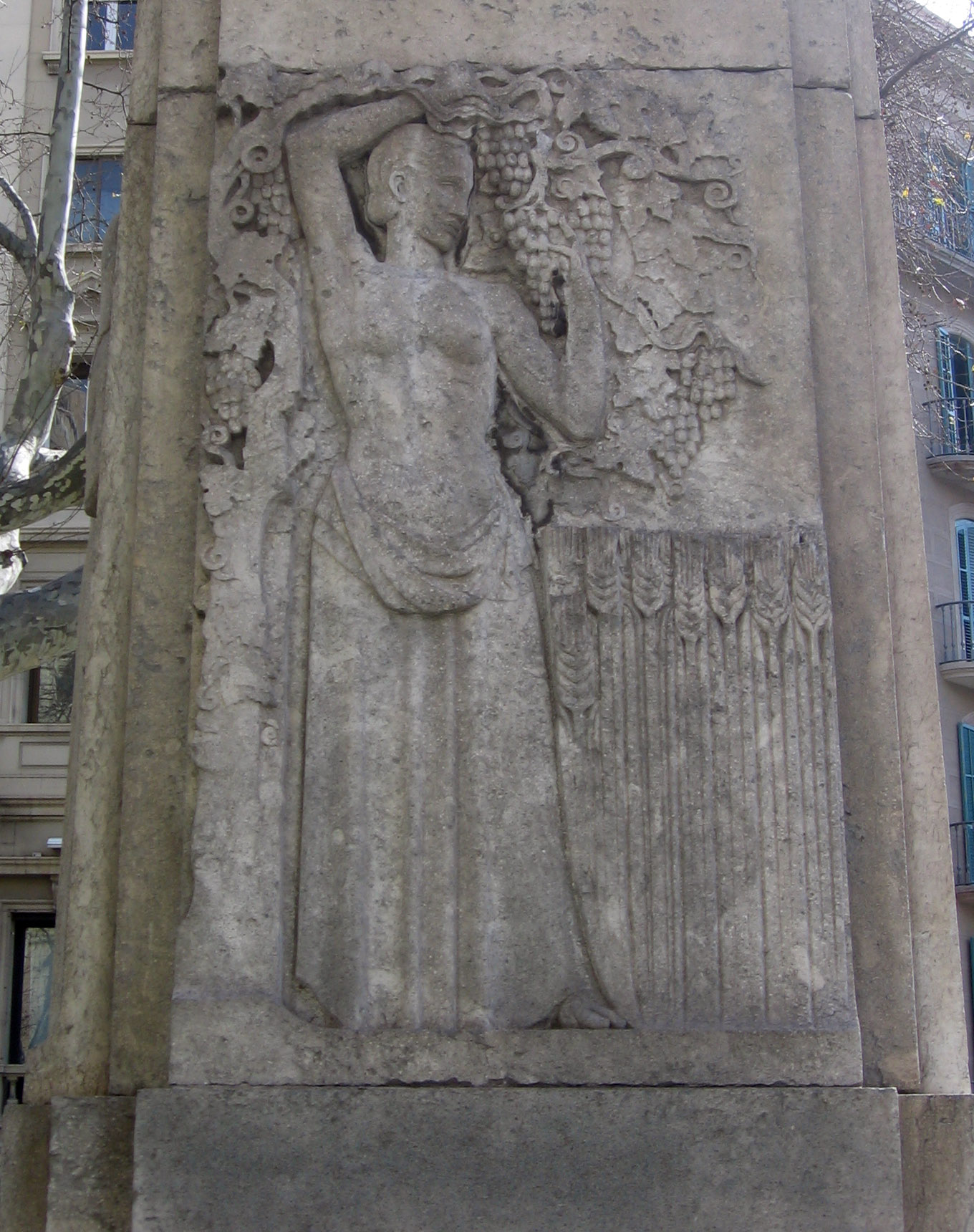
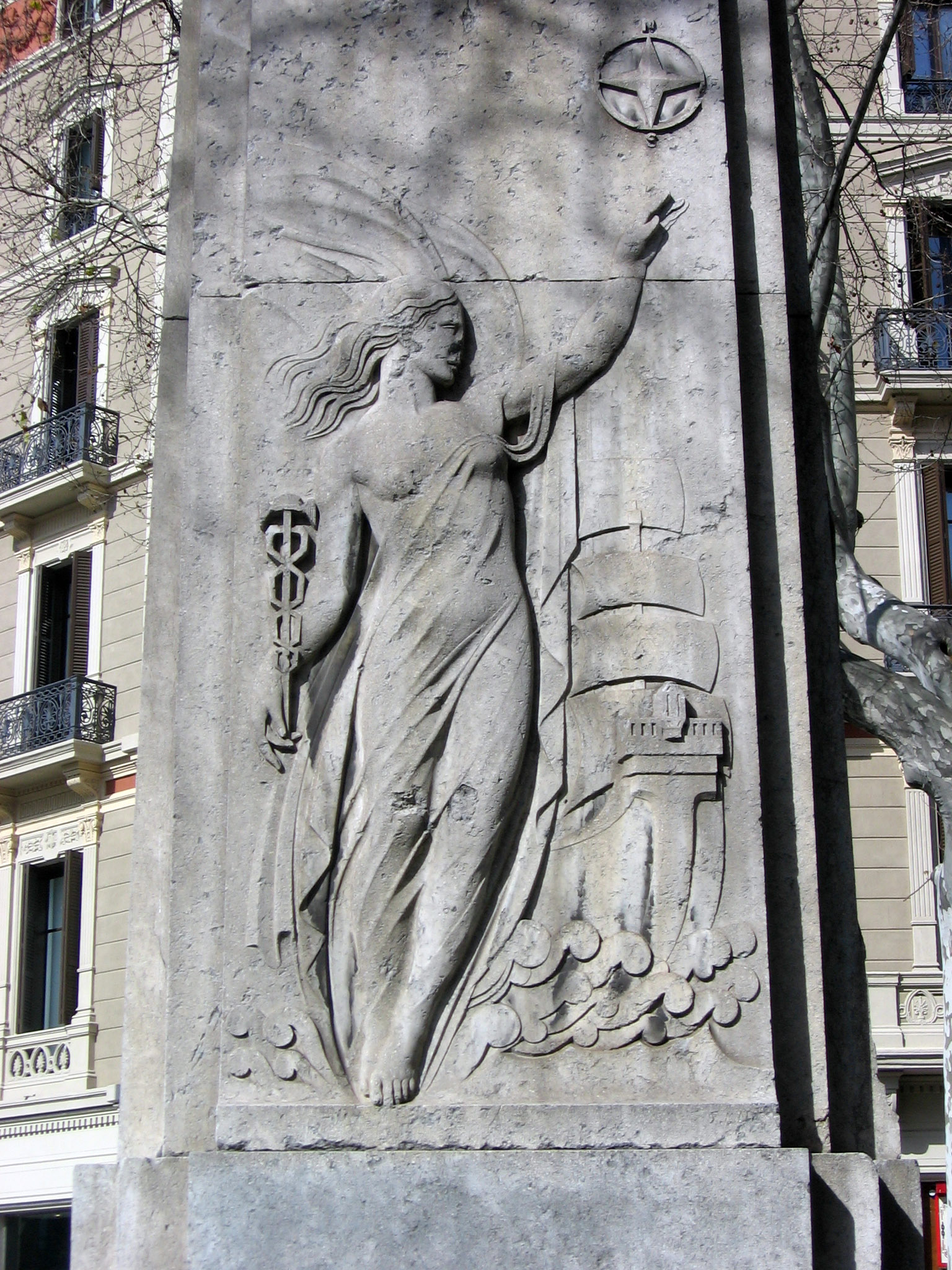
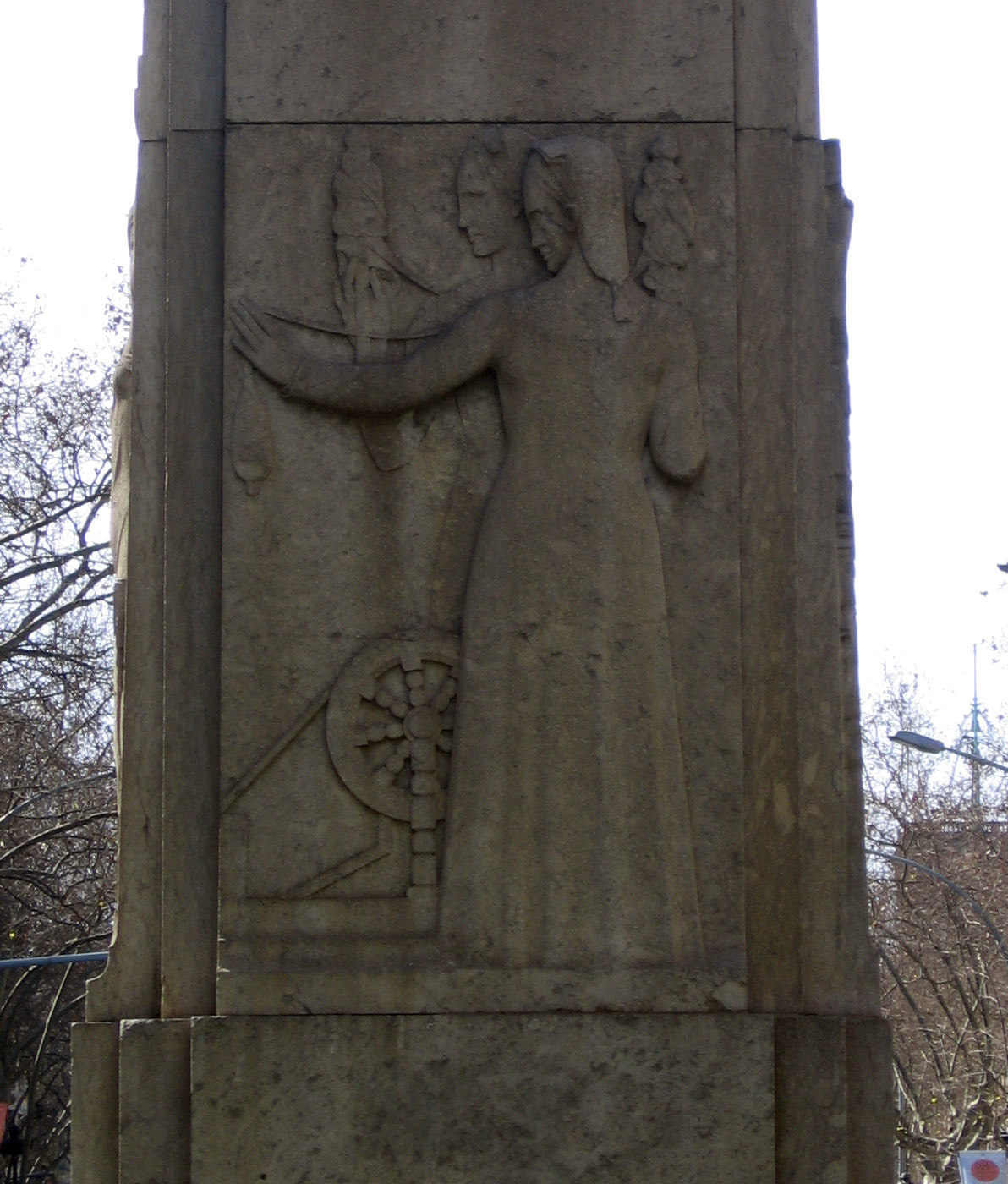